# Parallage
Parallage là một chi bướm đêm thuộc họ Geometridae.